# تيكماش
تيكماش  (بالروسية: Техмаш)‏ هي شركة صناعة أسلحة روسية ضمن مجموعة روستيخ المملوكة للدولة والتي تنتج وتطور الأسلحة والذخائر والذخائر للقوات المسلحة.

## الشركات التابعة
يتضمن هيكل الشركة القابضة جيه اس سي "اس بي سي" تيكماش "حاليًا 48 منظمة لصناعة الذخائر والمواد الكيميائية الخاصة، و47 شركة تنتمي إلى المجمع الصناعي العسكري وهي مدرجة في السجل الموحد لمنظمات المجمع الصناعي العسكري في الاتحاد الروسي . تتمتع العديد من الشركات والمؤسسات البحثية المدرجة في الشركة القابضة بتاريخ يمتد لعدة عقود. يقع تنظيم الشركة القابضة في 15 منطقة في الاتحاد الروسي.
قائمة الشركات التابعة: 
1- معهد أبحاث الدولة كريستال
2- مصنع لينينغراد الميكانيكي الذي سمي على اسم كارل ليبكنخت
3- تك ماش
4- معهد بحوث الهندسة
5- معهد البحوث البحثي
6- معهد بحوث المواد البوليمرية
7- معهد بحوث بناء الآلات
8- وسام الراية الحمراء لمعهد أبحاث وتصميم العمل الخاص سويزبروم أن 2 بروكيت
9- مكتب التصميم المركزي للمواد البوليمرية مع الإنتاج التجريبي
10- جمعية إنتاج تشيبوكساري تحمل اسم في. أي. شابيف
11- مصنع بناء الآلات فيرخنيتورينسكي
12- أن بي أو بازلت
13- أن بي أو سبلاف
14- أن بي أو بريبور
15- المركز الاتحادي للأبحاث والإنتاج معهد البحث العلمي للكيمياء التطبيقية
16- مصنع شاتمب لبناء الآلات
17- مصنع ألكسينسكي الميكانيكي التجريبي
18- جمعية إنتاج بيسك سيبريمبروماش
19- مصنع بريانسك الكيميائي ( تم تسميته على اسم الذكرى الخمسين لاتحاد الجمهوريات الاشتراكية السوفياتية )
20- مصنع البالستيك
21- نبات كالينين
22- معهد بيرمجيبروماشبروم
23- مصنع كالينوفكا للكيماويات
24- مصنع كيميروفو الميكانيكي
25- معهد بحوث الجيش الأحمر للميكنة
26- مصنع كراسنوزافودسكي للكيماويات
27- معهد البحث العلمي للأجهزة الإلكترونية
28- معهد بي سنيجريف للبحوث التكنولوجية
29- جهاز الجمعية العلمية والإنتاجية
30-مؤسسة دلتا للأبحاث والإنتاج
31- مؤسسة كراسنوزنامينيتس للإنتاج العلمي
32- مصنع نيجنيلوموفسكي الكهروميكانيكية
33- نوفو فياتكا
34- مصنع نوفوسيبيرسك للألياف الاصطناعية
35- مصنع نوفوسيبيرسك الميكانيكي إيسكرا
36- أو جي إس سي بوليمر
37- جمعية الإنتاج النباتي سيرجو
38- مصنع إينيسي للإصلاح الميكانيكي
39- مصنع ساراتوف للأجهزة
40- مصنع سمولينسك لمكونات الراديو
41- مصنع سوليكامسك الأورال
42- مصنع الألياف الصناعية المرنة

## أنظر أيضاً
- كيه بي توتشماش